# Amphiglena mediterranea
Amphiglena mediterranea är en ringmaskart som först beskrevs av Franz von Leydig 1851. Enligt Catalogue of Life ingår Amphiglena mediterranea i släktet Amphiglena och familjen Sabellidae, men enligt Dyntaxa är tillhörigheten istället släktet Amphiglena och familjen Sabellariidae. Arten har ej påträffats i Sverige. Inga underarter finns listade i Catalogue of Life.